# Cécile Haussernot
Cécile Haussernot (Dijon, 22 de octubre de 1998) es una ajedrecista francesa que ostenta el título de Mujer Maestra Internacional (WIM). Ha sido dos veces campeona de Europa en la categoría de chicas de su edad.

## Carrera
Comenzó a jugar al ajedrez a los cinco años, y a los seis fue invitada a jugar en el equipo de su club, donde aprendió los fundamentos. Es seis veces campeona de Francia juvenil: Sub-8 Femenino 2006, Sub-10 Femenino 2007, Sub-14 Femenino 2008, Sub-14 Femenino 2011, Sub-16 Femenino 2013 y Sub-20 2018. También fue subcampeona de Francia en la categoría Sub-16 femenina en 2009 y terminó tercera en la categoría Sub-12 masculina en los campeonatos de Francia juveniles de 2010.
Ganó dos medallas de oro en los Campeonatos de Europa Juveniles de Ajedrez, en la sección Sub-10 femenina en 2007 en Šibenik (Croacia) y en la sección Sub-12 femenina en 2009 en Fermo (Italia). Consiguió la medalla de bronce en la categoría Sub-12 femenina en Batumi (Georgia) en 2010. En el Campeonato Mundial Juvenil de Ajedrez, terminó cuarta en la sección Sub-10 Femenina en 2008 en Vũng Tàu (Vietnam).
En agosto de 2017, terminó segunda en el campeonato francés femenino. Al mes siguiente, jugó para el equipo francés ganador de la medalla de plata en la Copa Mitropa femenina en Balatonszárszó (Hungría). En octubre, Haussernot terminó cuarta en el Campeonato de Europa ACP de Ajedrez Relámpago Femenino en Montecarlo, por detrás de Aleksandra Kosteniuk, Katerina Lagno y Valentina Gúnina, respectivamente.
Acabó segunda en el Campeonato de Francia Femenino de Rápidas en 2018 en Angulema. Ese mismo año, obtuvo la norma de Gran Maestra Femenina en Salento (Italia), en mayo de 2018. A continuación, representó a Francia en las Olimpiadas de Ajedrez celebradas en octubre de ese año en Batumi (India). En diciembre de 2020, se convirtió en Campeona de Francia de Rápidas Femeninas.